# تجزئة (علم نفس)
التجزئة أو التقسيم (بالإنجليزية: Compartmentalization)‏ هي إحدي الدفاعات النفسية تستخدم لتجنب التنافر المعرفي، أو عدم الراحة النفسية والقلق الناجم عن وجود صراع بين القيم، والإدراك، والعواطف، والمعتقدات، وما إلى ذلك داخل نفس الفرد.
تتيح عملية التجزئة لهذه الأفكار المتضاربة بالتواجد المشترك عن طريق تثبيط الاعتراف المباشر أو الصريح بها والتفاعل بين أجزائها.

## وجهة نظر التحليل النفسي
يعتبر التحليل النفسي أنه في حين أن الانعزال يفصل الأفكار من الشعور، فإن التجزئة تفصل بين المدركات المختلفة (الغير متوافقة) عن بعضها البعض، ونتيجة لذلك فقد تكون متصلة بعملية التبرير.
وقد استخدم أوتو كيرنبرج Otto Klineberg مصطلح «توصيل التدخلات» لوصف محاولات الطبيب المعالج لمساعدة واحتواء المكونات المتناقضة و المجزأة في عقل المريض.

## التعرضية
التجزئة قد تؤدي إلى تعرضية خفية في أولئك الذين يستخدمونها بصورة كبيرة.
غالبا ما يقسم الأشخاص الذين يعانون من اضطراب الشخصية الحدي الناس إلى صنفين إما جيد كليا أو سيئ كليا، لتجنب إزالة الصراعات الناتجة عن عملية التجزئة، مستخدمين الإنكار أو عدم الاكتراث لحماية الذات ضد أي مؤشر على وجود متناقضات.

## الهوية الاجتماعية
يمكن أن يتم التعامل مع الهويات الاجتماعية المتعارضة عن طريق تجزئتها والتعامل مع كل جزء منفردا بطريقة تعتمد على السياق.